# 克拉斯諾斯塔夫齊 (斯尼亞滕區)
48°31′58″N 25°28′59″E / 48.53278°N 25.48306°E
克拉斯諾斯塔夫齊（烏克蘭語：Красноставці），是烏克蘭西部的村莊，隸屬伊萬諾-弗蘭科夫斯克州的科洛梅亞區。該村面積12.1平方公里，2001年人口1,093，人口密度每平方公里90.4人。